# Free as in Freedom
Free as in Freedom: Richard Stallman’s Crusade for Free Software ISBN 0-596-00287-4 ist ein freies Buch (lizenziertes unter der GNU-Lizenz für freie Dokumentation) und handelt vom persönlichen Leben von Richard Stallman, geschrieben wurde das Buch von Sam Williams und publiziert vom O’Reilly Verlag am 1. März 2002.
Williams führte mehrere Interviews mit ihm, außerdem sprach er mit ehemaligen Mitschülern und Kollegen von Stallman, auch sprach er mit seiner Mutter, während er das Buch schrieb. Das Buch erhielt viele positive Kritiken.

## Struktur
Das Buch ist eingeteilt in Vorwort, dreizehn Kapitel, ein Nachwort, drei Anhänge und einen Index. Eine Kopie der GFDL liegt dem Buch als Addendum c bei.

## Lizenz
Free as in Freedom wurde unter der GNU-Lizenz für freie Dokumentation Version 1.1 publiziert, die die Modifikation und Verteilung des Textes, der Bilder im Buch sowie des Buchmantels (Text, Bild und Designelementen) erlaubt.

## Schreibprozess
Der Autor selbst hat einen Artikel über den Prozess des Schreibens an dem Werk Free as in Freedom (kurz FaiF) verfasst, in dem er erklärt wie es dazu kam dieses Buch unter einen freien Lizenz zu veröffentlichen.
Williams wurde auch im Jahre 2002 von OnLamp über den Arbeitsprozess an diesem Werk interviewt.

## Auf den Schultern von Riesen
Im Buch unterstützt Bob Young (Gründer von Red Hat) die Freie-Software-Bewegung, indem er sagt, dass dies Menschen ermöglicht auf den Schultern von Riesen zu stehen. Er sagt außerdem, dass das Stehen auf Schultern von Riesen das Gegenteil vom Neuerfinden des Rades ist.
Ein Auszug aus dem Buch:

“In the western scientific tradition we stand on the shoulders of giants,” says Young, echoing both Torvalds and Sir Isaac Newton before him. “In business, this translates to not having to reinvent wheels as we go along. The beauty of [the GPL] model is you put your code into the public domain. If you’re an independent software vendor and you’re trying to build some application and you need a modem-dialer, well, why reinvent modem dialers? You can just steal PPP off of Red Hat Linux and use that as the core of your modem-dialing tool. If you need a graphic tool set, you don’t have to write your own graphic library. Just download GTK. Suddenly you have the ability to reuse the best of what went before. And suddenly your focus as an application vendor is less on software management and more on writing the applications specific to your customer’s needs.”

„In der westlichen wissenschaftlichen Tradition stehen wir auf den Schultern von Riesen“, sagt Young und wiederholt damit, was Torvalds und Sir Isaac Newton vor ihm gesagt haben. „In der Wirtschaft heißt das übersetzt, dass man das Rad nicht neu erfinden muss. Die Schönheit [des GPL-Modells] ist es, deinen Quelltext als Gemeingut zu deklarieren. Wenn du ein unabhängiger Softwareanbieter bist und du versucht gerade, eine Anwendung zu bauen, und brauchst dazu eine Modem-Wählsoftware, warum nun eine neu entwickeln? Du kannst ganz einfach PPP von Red Hat Linux stehlen und als Kern für deine Modem-Wählsoftware nutzen. Wenn du einen Grafikwerkzeugkasten brauchst, brauchst du keine eigene Grafikbibliothek schreiben. Lade dir einfach GTK herunter. Plötzlich hast du die Fähigkeit, das Beste dessen wiederzuverwenden, was es vorher schon gab. Also ist plötzlich dein Augenmerk als Anwendungsentwickler weniger auf Softwaremanagement gerichtet, sondern mehr darauf, die Anwendungen spezifisch nach den Bedürfnissen deiner Kunden zu entwickeln.“

Ein weiterer Auszug aus dem Buch:

“Integrating GCC improved the performance of Linux. It also raised issues. Although the GPL’s ‘viral’ powers didn’t apply to the Linux kernel, Torvald’s willingness to borrow GCC for the purposes of his own free software operating system indicated a certain obligation to let other users borrow back. As Torvalds would later put it: ‘I had hoisted myself up on the shoulders of giants.’ Not surprisingly, he began to think about what would happen when other people looked to him for similar support.”

„Die Integration von GCC in Linux verbesserte dessen Leistung. Es steigerte aber auch dessen Probleme. Obwohl die ‚viralen‘ Kräfte der GPL nicht auf den Linux Kernel zutrafen, Torvalds Bereitschaft aber den GCC für den Zweck seines eigenen freien Betriebssystems auszuborgen, indizierte eine gewisse Verpflichtung es auch von anderen Nutzern ausborgen zu lassen. Sowie es Torvalds später sagen wird: ‚Ich habe mich an den Schultern von Riesen hochgezogen.‘ Nicht überraschend begann er darüber nachzudenken was passieren könnte, wenn andere Leute zu ihm blicken würden wegen ähnlicher Unterstützung.“

## Zuspruch
- Andrew Leonard in Salon machte Williams Komplimente über die Menge neuer Informationen, die er über Stallman herausfand, und das neben den Unmengen an Material, die bereits öffentlich waren. Leonard beschreibt das Buch als ein nuanciertes und detailliertes Bild von Stallman.[7]

- Im Magazin Computer User berichtet Jende Huang, das Buch sei gradlinig, und schrieb, „die Gegenüberstellung von Stallmans öffentlicher und privater Person ist der Anreiz, dieses Buch zu lesen.“ Er fasst für sich zusammen, dass das Buch „lohnenswert zu lesen ist für seinen chronologischen und wichtigen Teil der Freie-Software-Bewegung sowie für die Einblicke in die Person Stallman.“[8]

- Im italienischen VITA beschreibt Bernardo Parrella, das „größte Verdienst“ von Williams sei seine „neue Perspektive“ auf die Probleme und Gefahren, die für freie Software und die Computerindustrie als Ganzes gälten, aufmerksam zu machen, seine persönlichen Interviews mit Stallman und seine Schreibweise, bei dem selbst komplexe technische Entwicklungen fesseln würden. Er notierte, dass das Buch eine wichtige „Echtzeit“-Biographie darstelle, es sei voll mit Einzelnachweisen auf andere Bücher, Publikationen und Weblinks, und das alles über einen Mann, der oft missverstanden und unterschätzt worden sei.[9]

- In einem Bericht für die Sys-con beschreibt Mike McCallister das Buch als eine „einfache Einführung in Stallmans Karriere und Ideen, aber in dieser Länge kann es nicht mit großartigem Tiefgang glänzen.“ Er bemerkt zwar, dass er ein Kapitel „sehr lustig“ finde, aber „alles einfach viel zu flüchtig“ im Buch abgehandelt werde.[10]

## Free as in Freedom 2.0
Nach dem Lesen von Free as in Freedom im Jahre 2009 machte Richard Stallman umfangreiche Berichtigungen und Anmerkungen am Originaltext. Da das Buch unter der GFDL publiziert wurde, war es Stallman möglich faktische Fehler zu adressieren und einige von Williams falschen oder zusammenhanglosen Aussagen klarzustellen.
Diese neue überarbeitete Version genannt Free as in Freedom 2.0 wurde von der GNU Press im Oktober 2010 veröffentlicht und ist verfügbar über den FSF Onlineshop sowie auch als freies PDF zum Herunterladen. Sam Williams schrieb ein neues Vorwort für diese Edition.